# Paullinia morii
Paullinia morii är en kinesträdsväxtart som beskrevs av T.B. Croat. Paullinia morii ingår i släktet Paullinia och familjen kinesträdsväxter. Inga underarter finns listade i Catalogue of Life.